# Cintia Abravanel
Cintia Vieira Abravanel (São Paulo, 21 de dezembro de 1962) é uma diretora de teatro brasileira.

## Biografia
Cintia Abravanel é a filha mais velha do empresário e apresentador de televisão brasileiro Silvio Santos, o qual a chama de "filha número um". Cintia é filha de Silvio e de sua primeira esposa, Maria Aparecida Vieira Abravanel, mais conhecida como Cidinha Abravanel, que morreu em 1977 em decorrência de um câncer, quando Cintia tinha 14 anos de idade.

## Vida pessoal
Cintia é enteada da empresária e roteirista Íris Abravanel, com quem seu pai se casou em 1978, e é a mãe do ator e cantor Tiago Abravanel, fruto de seu casamento de sete anos com o empresário Paulo César Corte Gomes, com quem também teve as filhas Lígia e Vivian.

## Carreira
Cintia tinha os direitos de adaptação de obras de Monteiro Lobato para cinema, TV e teatro, mas acabou perdendo-os para a TV Globo.[carece de fontes?] Aos trinta anos, assumiu o cargo de diretora do Teatro Imprensa, pertencente a seu pai, e atualmente, continua envolvida com o teatro no cargo de diretora da área cultural do Grupo Silvio Santos.